# Izbjeljivanje zubi
Izbjeljivanje zubi je metoda vraćanja prirodne boje zuba ili izbjeljivanja već postojeće boje zuba. 
Da bi se vratila prirodna bjelina zubi moguće je ukloniti površinske (vanjske) mrlje od napr. čaja, crnog vina i duhana, te kamenca. Ona se postiže na način da se zubi očiste kod stomatologa ili kod kuće raznim metodama oralne higijene. Dugotrajan rezultat je vrlo teško postići bez stručne intervencije. 
Kako bi se izbijelila prirodna boja zubi potrebno je izbjeljivanje kod stomatologa. To je uobičajen postupak u estetskoj stomatologiji, za koji se koriste razne tehnike. Danas se na tržištu mogu naći mnogi proizvodi koji se mogu koristiti u kućnim metodama izbjeljivanja zubi. Tehnike koje se mogu primijeniti za izbjeljivanje uključuju izbjeljivanje trakama, olovkom, korištenje gela za izbjeljivanje i lasersko izbjeljivanje zubi. 
Za izbjeljivanje zubi uglavnom se koriste karbamid-peroksid ili vodikov peroksid. Postoje tvrdnje da je karbamid peroksid manje učinkovit od vodikovog peroksida, ali također ima manje nuspojava. Česte nuspojave izbjeljivanja zubi su povećana osjetljivost zuba i iritacija desni. 

## Metode izbjeljivanja zubi
Metode izbjeljivanja zubi uključuju izbjeljivanje zubi u ordinaciji (kod stomatologa) i tretmane koji pojedinac obavlja kod kuće.

### Izbjeljivanje zubi u ordinaciji
Kao sredstva za izbjeljivanje zubi u ordinaciji koriste se vodikov peroksid ili karbamid peroksid koji se razgrađuju u ustima. Prije izbjeljivanja gelom, na zube se stavljaju tanke zaštitne folije kako bi se zubno meso zaštitilo od opeklina i iritacija. 
Izbjeljivanje zubi je najučinkovitije na žućkastim zubima, a najmanje na zubima sivkaste nijanse. Ako pacijent na zubima ima oštećenu caklinu ili mrlje, izbjeljivanje neće biti učinkovito, jer to uvelike produžuje proces izbjeljivanja. Druga metoda koja se također može primijenti je premazivanje zubi s kompozitnim materijalom, te da se potom preko toga prijeđe laserskim svjetlom.

### Lasersko izbjeljivanje zubi
Kod laserskog izbjeljivanja zubi najčešće se koriste plazma luk, halogen ili LED laser. Istraživanja su pokazala da se je od ove tri metode izbjeljivanja najučinkovitijom pokazala ona s halogenim svjetlom. Danas se uz pomoć napredne tehnologije većina izbjeljivanja zubi može obaviti za od prilike pola sata do sat vremena prilikom jednog posjeta zubaru. 
Prije tretmana zubno meso se mora zaštititi sredstvima na bazi smole, kako se ne bi iziritiralo. Potom se pristupa laserskom izbjeljivanju koje uključuje kombinaciju premazivanja zubi vodikovim peroksidom i uporabu lasera. Upotreba laserskog svjetla tijekom izbjeljivanja povećava rizik osjetljivosti zuba i ne može biti učinkovitija od metode izbjeljivanja zubi bez svijetla kada se koriste visoke koncentracije vodikovog peroksida.

### Paste za izbjeljivanje zubi
Zubne paste koje se reklamiraju kao paste za izbjeljivanje rijetko sadrže karbamid-peroksid, vodikov peroksid ili neki drugu tvar za izbjeljivanje. Umjesto toga, one su često abrazivne (obično u sebi sadrže aluminij, kalcijev karbonat ili silicijev dioksid) koji imaju ulogu uklanjanja površinskih mrlja sa zuba. Za razliku od izbjeljivanja laserom primjena zubnih pasta ne mijenja unutarnju boju zuba. Pretjerano ili dugoročno korištenje abrazivnih zubnih pasta nije preporučljivo, jer može izazvati stanjivanje sloja cakline i polako zatamnjenje izgleda zuba, kako dentinski sloj postaje izraženiji.

### Izbjeljivanje zubi kod kuće
Kućne metode izbjeljivanja uključuju gelove, žvakaće gume, vodice za ispiranje, zubne paste i trake za izbjeljivanje. Većina proizvoda koji se koriste za izbjeljivanje kod kuće su na bazi vodik peroksida ili karbamid peroksida. Iako postoje neki dokazi da takvi proizvodi imaju placebo učinak izbjeljivanja zubi, ti proizvodi su ipak sponzorirani i provedeni u prodaju. Ne postoje dokazi o učinkovitosti ili potencijalnim rizicima takvih proizvoda. Neki proizvodi daju rezultate u kratkom roku, što je povezano s njihovim sastavom. 

### Prirodne (alternativne) metode izbjeljivanja zubi
Jedna od alternativnih metoda izbjeljivanja zubi je izbjeljvanje sodom bikarbonom. Ova metoda se ne smije koristiti često, odnosno više od jednom tjedno, jer bi u suprotnom mogla oštetiti zubnu caklinu. Zubi se također mogu izbjeliti jabučnom kiselinom. Za to se često koristi sok od zelene jabuke. S druge strane pretjerano konzumiranje kiselog pića će polako oštetiti i stanjiti sloj zubne cakline, pri čemu će se dentin više nadzirati što će rezultirati tamnijom bojom zuba. Jedno je istraživanje pokazalao da jabučna kiselina nije baš učinkovito sredstvo za izbjeljivanje zubi.
Mrkva, celer i jabuke mogu pripomoći u izbjeljivanju zubi jer djeluju na povećanje sline u ustima, što potiče samočišćenje zubi, i pomaže pri uklanjanju zubnih mrlja. Oni također pomažu i u održavanju svježeg daha, jer ubijaju štetene bakterije u ustima. 

## Održavanje
Iako rezultati izbjeljivanja zubi mogu biti relativno brzi, mrlje na zubima se mogu pojaviti već u prvih nekoliko mjeseci ili godina nakon izbjeljivanja. Kako bi održali bjelinu svoga osmjeha, postoji više načina da zaštitite zube i produžite učinak
- operite ili isperite usta odmah nakon jela i pića
- žvačite žvakaću gumu
- koristite konac za uklanjanje plaka
- koristite pastu za izbjeljivanje zubi jednom ili dva puta tjedno kako bi se izbjeglo stvaranje površinskih mrlja na zubima
- pijte tamna i gazirana pića na slamku
- vodite računa o redovnom odlasku zubaru i održavanju zubi

## Kontraindikacije
Kod nekih ljudi preporuča se oprez prilikom izbjeljivanja zubi zbog većeg rizika od neželjenih učinaka i to kod:
- osjetljivosti zubi
- parodontitisa (povlačenje zubnog mesa)
- osjetljivih desni
- alergija na vodikov peroksid
- neispravnih zubnih ispuna
- karijesa
- trudnica i dojilja
- djece mlađe od 16 godina